# Грін (округ, Алабама)
Шаблон:StateAbbr_ 32°51′08″ пн. ш. 87°57′03″ зх. д. / 32.852222222222° пн. ш. 87.950833333333° зх. д.
 Грін (англ. Greene County) — округ (графство) у штаті Алабама. Ідентифікатор округу 01063.

## Історія
Округ утворений 1819 року.

## Демографія
За даними перепису
2000 року
загальне населення округу становило 9974 осіб, усе сільське.
Серед мешканців округу чоловіків було 4681, а жінок — 5293. В окрузі було 3931 домогосподарство, 2651 родин, які мешкали в 5117 будинках.
Середній розмір родини становив 3,16.
Віковий розподіл населення поданий у таблиці:
| Стать    | До 15 років | 15-21 | 22-29 | 30-39 | 40-49 | 50-65 | 65-85 | Понад 85 |
| -------- | ----------- | ----- | ----- | ----- | ----- | ----- | ----- | -------- |
| Чоловіки | 1282        | 567   | 358   | 509   | 715   | 656   | 526   | 68       |
| Жінки    | 1095        | 536   | 491   | 686   | 819   | 790   | 693   | 183      |

## Суміжні округи
- Пікенс — північ
- Таскалуса — північний схід
- Гейл — схід
- Маренго — південь
- Самтер — південний захід

## Виноски
1. ↑  U.S. Decennial Census. United States Census Bureau. Архів оригіналу за 26 квітня 2015. Процитовано 22 серпня 2015.
2. ↑  Historical Census Browser. University of Virginia Library. Архів оригіналу за 11 серпня 2012. Процитовано 22 серпня 2015.
3. ↑  Forstall, Richard L., ред. (24 березня 1995). Population of Counties by Decennial Census: 1900 to 1990. United States Census Bureau. Архів оригіналу за 24 вересня 2015. Процитовано 22 серпня 2015.
4. ↑  Census 2000 PHC-T-4. Ranking Tables for Counties: 1990 and 2000 (PDF). United States Census Bureau. 2 квітня 2001. Архів оригіналу (PDF) за 18 грудня 2014. Процитовано 22 серпня 2015.
5. ↑  State & County QuickFacts. United States Census Bureau. Архів оригіналу за 6 червня 2011. Процитовано 16 травня 2014.(англ.) Наведено за англійською вікіпедією.
6. ↑  American FactFinder. Бюро перепису населення США. Архів оригіналу за 21 травня 2008. Процитовано 31 січня 2008.